# Стокгольмский свиток

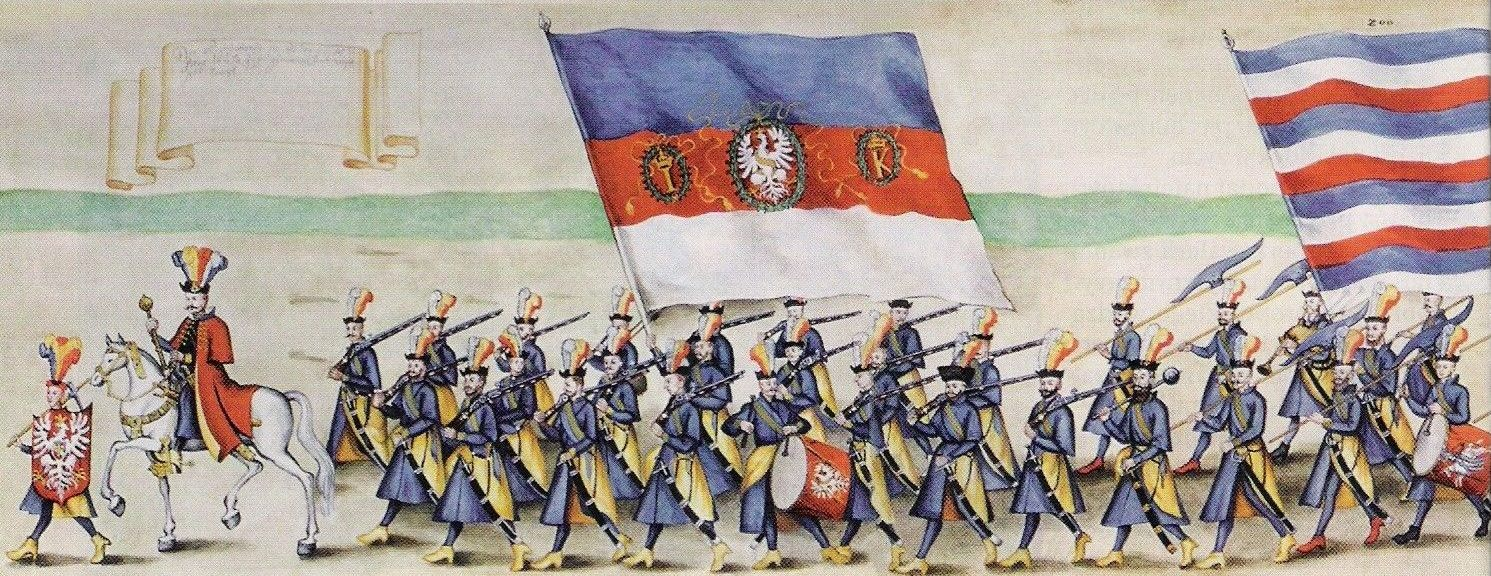
Фрагмент Стокгольмского свитка. Польская армия

Стокгольмский свиток или свиток Вазов (пол. rolka Sztokholmska, rolka Wazowska) — рисунок гуашью и акварелью, представляющий собой бумажный фриз длиной 1528 см и шириной 27 см, изображающий торжественный въезд в Краков невесты короля Сигизмунда III Вазы Констанции Австрийской в сопровождении многочисленной свиты, состоявшийся 4 декабря 1605 года. Авторство свитка достоверно не установлено, но иногда приписывается кисти придворного художника Габсбургов Бальтазара Гебгарта (Герхарда) (нем. Balthasar Gebhardt).
Свиток был создан в Речи Посполитой в начале XVII века и находился в королевской коллекции. В 1655 году во время вторжения шведов в Речь Посполитую был захвачен в качестве военного трофея и оказался в Стокгольме, где в начале XX века был обнаружен в Королевской сокровищнице. В 1974 году Стокгольмский свиток поступил в коллекции Королевского замка в Варшаве в качестве дара правительства Швеции.

Помимо молодоженов, на свитке также изображён королевский двор, польское дворянство и армия, приглашённые иностранные гости. Среди нескольких сотен фигур участников процессии художник изобразил также русское посольство, прибывшее в Речь Посполитую в ноябре того же года для совершения в Кракове заочного обручения Лжедмитрия I и Марины Мнишек.

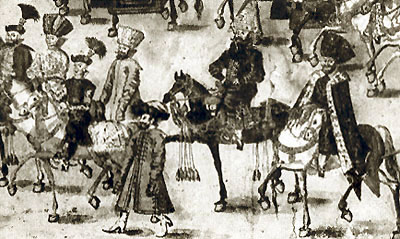
Фрагмент Стокгольмского свитка. Посольство Афанасия Власьева.

 Группа из пяти конных и двух пеших фигур состоит из главы миссии, думного дьяка А. И. Власьева, «посольского товарыща» И.А. Власьева, анонимных дьяка и переводчика Посольского приказа и трех вооруженных дворян свиты. Высокие художественные достоинства свитка делают его ценным источником по истории военного и гражданского костюма, вооружения и «конского убора» XVI-XVII вв.